# Isole Moristye
Le isole Moristye  (in russo острова Мористые, ostrova Moristye ; in italiano "isole in mare aperto") sono un gruppo di due isole russe che fanno parte dell'arcipelago Severnaja Zemlja e sono bagnate dal mare di Laptev.
Amministrativamente fanno parte del Tajmyrskij rajon del Territorio di Krasnojarsk, nel Distretto Federale Siberiano.

## Geografia
Le isole sono ubicate nella parte settentrionale dell'arcipelago, a sud-est ovest dell'isola Komsomolets, 2,5 km a sud-est di capo Buchteeva (мыс Бухтеева). Sono due piccole isole che non superano i 250 m di lunghezza. A sud-ovest c'è l'isola Mačtovyj.